# A Pelada
A Pelada é um filme belgo-brasileiro, do gênero comédia, dirigido por Damien Chemin. Lançado em 2013, foi protagonizado por Kika Farias, Bruno Pêgo, Tuca Andrada e Karen Junqueira.

## Elenco
| Bruno Pêgo        | Caio                       |
| Kika Farias       | Sandra                     |
| Tuca Andrada      | tio Gilvan                 |
| Karen Junqueira   | Luana                      |
| Orlando Vieira    | senador                    |
| Edmilson Barros   | zelador da casa do senador |
| Luci Pereira      | Zefinha                    |
| Pisit Motta       | Berg                       |
| Kiko Monteiro     | Douglas                    |
| Isaias Nascimento | Alan                       |
| Julio Detefon     | Alex                       |
| Mariana Serrão    | Daphné                     |
| Denver Paraiso    | marido de Daphné           |
| Lion Passos       | Neto                       |
| Luciano Lima      | Paulo                      |
| Sandy Soares      | Suely                      |
| Ananda Barreto    | Jenifer                    |
| Gilzanira Bastos  | Iracema                    |
| Fernanda Beling   | Cibele                     |
| Tania Arruda      | dona da loja de piscina    |
| Luiz Ximenes      | delegado                   |
| Tiago Helcias     | Rodolfo                    |
| Lucas Lins        | Gilvan Junior              |
| Rita Maia         | Maria                      |
| Jorge Lins        | pai na novela              |
| Emanoel Garapa    | Tonhão                     |